# ایریک وولو
ایریک وولو (انگلیسی: Erik Wøllo؛ زادهٔ ۶ ژانویهٔ ۱۹۶۱) آهنگساز، موسیقی‌دان، تهیه‌کننده اهل نروژ است. وی از سال ۱۹۸۰ میلادی تاکنون مشغول فعالیت بوده‌است.